# Републикански път III-306
Републикански път IIІ-306 е третокласен път, част от републиканската пътна мрежа на България, преминаващ по територията на области Ловеч, Плевен и Враца. Дължината му е 65,3 км.
Пътят се отклонява надясно при 137,4-ти км на Републикански път I-3 в центъра на град Луковит и се насочва на северозапад. След 5,4 км навлиза в Плевенска област, минава през центъра на град Червен бряг и завива на север покрай десния бряг на река Искър. Преди село Чомаковци пресича реката и навлиза в Западната Дунавска равнина. Минава през село Еница и центъра на град Кнежа, завива на север-северозапад и навлиза във Врачанска област. Преминава през голямото село Селановци и в южната част на град Оряхово се съединява с Републикански път II-11 при неговия 118,6-и км.
| Пътища, отклоняващи се надясно (населено място, № на пътя, посока на пътя)                     | Км   | Пътища, отклоняващи се наляво (посока на пътя, № на пътя, населено място) |
| ---------------------------------------------------------------------------------------------- | ---- | ------------------------------------------------------------------------- |
| Община Луковит, Област Ловеч, I-3, 137,4 км, гр. Луковит →                                     | 0,0  | → гр. Луковит, 137,4 км, I-3, Област Ловеч, Община Луковит                |
| Община Червен бряг, Област Плевен                                                              | 5,4  | Област Плевен, Община Червен бряг                                         |
| (от с. Радомирци) III-3006, 10,7 км, гр. Червен бряг →                                         | 11,4 | ← гр. Червен бряг, 24,6 км, III-1031 (от гр. Роман)                       |
| гр. Червен бряг                                                                                | 12   | → гр. Червен бряг, общински път (за с. Горник)                            |
| (за с. Девенци) общински път ←                                                                 | 16,5 |                                                                           |
| (от 84,3 км на II-13) III-1306, 21,8 км, с. Чомаковци →                                        | 17,9 | → с. Чомаковци, 21,8 км, III-1306 (до 8,6 км на II-15)                    |
| Община Кнежа                                                                                   | 21,4 | Община Кнежа                                                              |
| с. Еница                                                                                       | 22,9 | с. Еница                                                                  |
| (за с. Лазарово) общински път ←                                                                | 26,9 |                                                                           |
| (до 5,7 км на III-1306) III-1304, 10,4 км ←                                                    | 28,9 | ← 10,4 км, III-1304 (от 62,6 км на II-13)                                 |
| (до гр. Долни Дъбник) II-13, 72,9 км, гр. Кнежа ← (до с. Крушовене) III-137, 0 км, гр. Кнежа ← | 36,1 | ← гр. Кнежа, 72,9 км, II-13 (от с. Крапчене) .                            |
| Община Оряхово, Област Враца                                                                   | 50,2 | Област Враца, Община Оряхово                                              |
| (за с. Галово) общински път, с. Селановци ←                                                    | 58,3 | с. Селановци                                                              |
| (до 40,9 км на II-34) II-11, 118,6 км, гр. Оряхово ←                                           | 65,3 | ← гр. Оряхово, 118,6 км, II-11 (от 19,7 км на I-1)                        |